# Ishpeming (Michigan)
Ishpeming – miasto w Stanach Zjednoczonych, w stanie Michigan, w hrabstwie Marquette.